# Серроне
Серроне (італ. Serrone) — муніципалітет в Італії, у регіоні Лаціо,  провінція Фрозіноне.
Серроне розташоване на відстані близько 55 км на схід від Рима, 31 км на північний захід від Фрозіноне.
Населення — 3094 особи (2014).

## Демографія
Населення за роками:

Станом на 1 січня 2023 року в муніципалітеті офіційно проживали 183 іноземці з 21 країни, серед них 126 громадян країн Євросоюзу та 2 громадяни України.

## Сусідні муніципалітети
- Арчинаццо-Романо
- Олевано-Романо
- Паліано
- Пільйо
- Рояте